# Oświęcim (gmina w rejencji katowickiej)
Oświęcim (niem. Amtsbezirk Auschwitz), w 1945 Brzezinka (niem. Amtsbezirk Birkenau (Weichsel)) – dawna gmina zbiorowa  (Amtsbezirk), początkowo miejsko-wiejska, a od 1943 wiejska, funkcjonująca w latach 1940–1945 pod okupacją niemiecką w Polsce. Siedzibą gminy był Oświęcim (Auschwitz). Gmina Oświęcim (Auschwitz) powstała na obszarze ówczesnego powiatu bielskiego (od 10 października 1939 pod nazwą Landkreis Bielitz), w części powiatu która przed wojną należała do powiatu bialskiego w woj. krakowskim. Landkreis Bielitz należał do rejencji katowickiej w wyodrębnionej ze Śląska 18 stycznia 1941 prowincji Górny Śląsk.
Gminę Oświęcim (Auschwitz) utworzono 30 listopada 1940 z obszarów:
- miasta Auschwitz (Oświęcim);
- 10 gromad: Babitz (Babice), Broschkowitz (Broszkowice), Birkenau (Weichsel) (Brzezinka), Dwory z Krukami (Dwory), Klutschnikowitz (Klucznikowice), Monowitz (Monowice), Poremba-Wielka (Poręba Wielka), Stara-Stawy (Stare Stawy), Wlocienitz (Włosienica) i Zaborz-Ost (Zaborze), należących przed wojną do gminy Oświęcim.

W przeciwieństwie do innych gmin zbiorowych (Amtsbezirke) utworzonych na polskich ziemiach wcielonych do III Rzeszy, gmina Oświęcim stanowiła de facto strefę interesów KL Auschwitz, mająca na celu usunięcie z tych terenów ludności polskiej i przejęcia z jej rąk gruntów rolnych, prowadzenie rzekomej reedukacji więźniów poprzez wykorzystywanie ich pracy na roli, uzyskanie przez SS korzyści finansowych pochodzących ze sprzedaży wyprodukowanych płodów rolnych, utrudnienie kontaktu więźniów z lokalnymi mieszkańcami, a także realizację planu stworzenia dla rolników z Niemiec przynajmniej dwóch wzorcowych wiosek szkoleniowych dla zbrojnych rolników (Wehrbauern) na tych terenach.
1 kwietnia 1943, dwa miesiące przed planowaną transformacją gminy, od Monowic odłączono Stawy Monowskie a od Dworów Dwory Drugie, włączając je do gromady Las w sąsiedniej gminie Zator.
1 czerwca 1943, na mocy decyzji Oberpräsidenta prowincji Górny Śląsk Fritza Brachta z 31 maja 1943, do gminy Oświęcim z gminy Brzeszcze przyłączono gromady Harmense (Harmęże), Plawy (Pławy) i Rajsko (Rajsko) oraz północną część gromady Brzeszcze (Brzeszcze) – Budy i Bór, po czym z gminy Oświęcim (Auschwitz) wyodrębniono jej wschodnie obszary (Auschwitz, Broschkowitz, Dwory, Klutschnikowitz, Monowitz, Poremba-Wielka, Stara-Stawy, Wlocienitz i Zaborz-Ost oraz częściowo Babitz, Birkenau i Rajsko) tworząc w nich odrębną gminę miejską Oświęcim (Stadtbezirk Auschwitz). W skład gminy miejskiej weszły także skrawki Grojca i Polanki Wielkiej z gminy Osiek, natomiast zachodnie części Oświęcimia (położone po lewej stronie Soły, na Zasolu) pozostały w gminie wiejskiej Oświęcim. Po takim podziale, gmina miejska stanowiła odtąd obszar ściśle obozowy, a gmina wiejska jego zaplecze.
1 stycznia 1945 nazwę gminy Oświęcim (Amtsbezirk Auschwitz) zmieniono oficjalnie na Brzezinka – Amtsbezirk Birkenau (Weichsel), zasilając ją o jeszcze jedną gromadę z gminy Brzeszcze – Wiltschkowitz (Wilczkowice).
Jednostka przetrwała do 1945 roku. Została zniesiona wraz z wyzwoleniem KL Auschwitz pod koniec stycznia 1945.
Po wojnie reaktywowano gminę Oświęcim w przedwojennych granicach, w przywróconym powiecie bialskim w województwie krakowskim.